# Maleficio (film)
Maleficio (Le Maléfice) è un cortometraggio muto del 1912 diretto da Louis Feuillade.

## Produzione
Il film fu prodotto dalla Société des Etablissements L. Gaumont.

## Distribuzione
Distribuito dalla Société des Etablissements L. Gaumont, il film uscì nelle sale cinematografiche francesi nel dicembre 1912.